# Primer plano

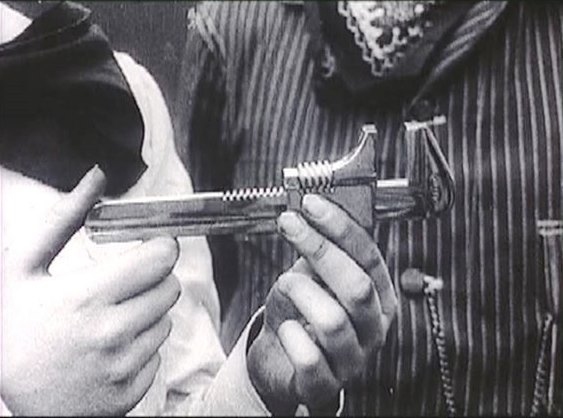
Primer plano en la película estadounidense
The Lonedale Operator (1911).

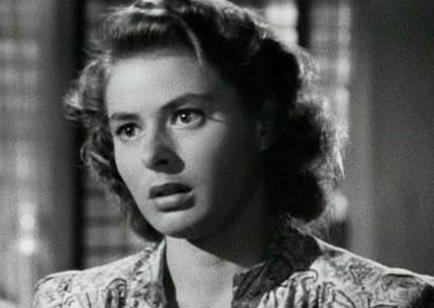
Ingrid Bergman en la película Casablanca.

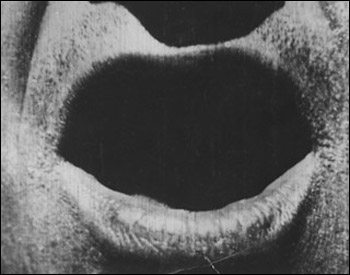
Primer plano extremo en la película británica The Big Swallow (1901).

La técnica del primer plano es, en cine, en televisión, en fotografía en audiovisual, e incluso en las tiras cómicas, un encuadre central sobre una persona o sobre un objeto. Ello indudablemente permite dar más detalles sobre una parte de la escena, aunque no sobre la totalidad de la misma. En cine y en televisión, esta técnica es generalmente aplicada luego de un travelling optique, o sea luego del efecto obtenido por una modificación continua y repetida durante la toma, de la distancia focal del objetivo.
Esta técnica se caracteriza por su encuadre cerrado, mostrando apenas una parte del objeto o asunto filmado, fotografiado o dibujado, - en muchos casos el rostro de una persona o la cabeza de un animal. Este plano generalmente se obtiene con gran aproximación de la cámara en relación con el objeto o personaje encuadrado, o con uso de una lente objetivo con pequeño ángulo de apertura (y por tanto gran distancia focal).